# Assedio di Port-au-Prince (1803)
L'assedio di Port-au-Prince fu un episodio della rivoluzione haitiana.

## La battaglia
In ottobre, l'armata ribelle comandata dal generale Dessalines forte di 22 000 uomini si pose come obbiettivo la conquista della città di Port-au-Prince. Dopo un mese di assedio e diversi attacchi, le truppe francesi comandate da Lavalette evacuarono il posto e ripiegarono su Cap-Français.